# Tân Thới Nhất
Tân Thới Nhất là một phường cũ thuộc Quận 12, Thành phố Hồ Chí Minh, Việt Nam.

## Địa lý
Phường Tân Thới Nhất nằm ở phía tây nam Quận 12, có vị trí địa lý:
- Phía đông giáp các phường Đông Hưng Thuận và Tân Hưng Thuận
- Phía tây và phía bắc giáp huyện Hóc Môn
- Phía nam giáp các quận Tân Phú và Bình Tân.

Phường có diện tích 3,90 km², dân số năm 2021 là 77.525 người,  mật độ dân số đạt 19.878 người/km².

## Hành chính
Sau khi chính thức sắp xếp lại các khu phố của 11 phường thuộc địa bàn Quận 12 vào ngày 14/03/2024, phường Tân Thới Nhất từ 8 khu phố cùng nhiều tổ dân phố ở cấp dưới sẽ chia thành 42 khu phố mới đánh số từ 1 đến 42. Điều đó đồng nghĩa với việc, phường Tân Thới Nhất sẽ không còn cấp hành chính tổ dân phố như trước.

## Lịch sử
Trước đây, Tân Thới Nhất là một xã thuộc huyện Hóc Môn, Thành phố Hồ Chí Minh.
Ngày 27 tháng 8 năm 1988, Hội đồng Bộ trưởng ban hành Quyết định 136-HĐBT. Theo đó, tách 686 ha diện tích tự nhiên và 20.978 người của xã Tân Thới Nhất (gồm 6 ấp Tiền Lân, Trung lân, Hậu Lân, Tây Bắc Lân, Nam Lân và Đông Lân) để thành lập xã Bà Điểm.
Sau khi điều chỉnh địa giới hành chính, xã Tân Thới Nhất còn lại 385 ha diện tích tự nhiên và 10.327 người, gồm 2 ấp Lạc Quan và Thuận Kiều.
Ngày 6 tháng 1 năm 1997, Chính phủ ban hành Nghị định số 03-CP. Theo đó:
- Thành lập Quận 12 trên cơ sở tách toàn bộ diện tích, dân số của 5 xã: An Phú Đông, Tân Thới Nhất, Tân Thới Hiệp, Tân Thới Nhất, Thạnh Lộc và một phần diện tích, dân số của 2 xã: Tân Chánh Hiệp, Trung Mỹ Tây thuộc huyện Hóc Môn.
- Thành lập phường Tân Thới Nhất trên cơ sở toàn bộ diện tích tự nhiên và dân số của xã Tân Thới Nhất.

Sau khi thành lập, phường Tân Thới Nhất có 385 ha diện tích tự nhiên, dân số là 16.110 người.
Ngày 16 tháng 6 năm 2025, Ủy ban Thường vụ Quốc hội nước Cộng hòa xã hội chủ nghĩa Việt Nam khóa XV thông qua Nghị quyết 1685/NQ-UBTVQH15. Theo đó:
- Sắp xếp toàn bộ diện tích tự nhiên, quy mô dân số của các phường Tân Thới Nhất, Tân Hưng Thuận và Đông Hưng Thuận thành phường mới có tên gọi là phường Đông Hưng Thuận (khoản 32 Điều 1).

Phường Tân Thới Nhất bị giải thể.